# Јелена Ленголд
Јелена Ленголд (рођена у Крушевцу, 1959) српска је књижевница и новинарка.

## Биографија
Десетак година радила је као новинар и уредник у редакцији културе Радио Београда. Потом је до септембра 2011. радила као пројект-координатор Нансенсколен Хуманистичке академије из Лилехамера у Норвешкој, на предмету конфликт менаџмент.
Пише песме, приче и романе. Проза и поезија Јелене Ленголд преведени су на енглески, италијански, дански, француски, бугарски, румунски, македонски, украјински и чешки језик.
Приче Јелене Ленголд заступљене су у више антологија савремене српске књижевности објављених у Србији и свету.
Живи у Београду као професионални писац.

## Награде
- Награда „Ђура Јакшић”, за књигу песама Сличице из живота капелмајстора, 1992.
- Награда „Женско перо”, за књигу прича Вашарски мађионичар, 2008.
- Награда „Биљана Јовановић”, за књигу прича Вашарски мађионичар, 2008.
- Награда „Златни Хит либер”, за књигу прича Вашарски мађионичар, 2008.
- Награда Европске уније за књижевност, за књигу прича Вашарски мађионичар, 2011.[2]
- Награда „Јефимијин вез”, за књигу песама Бунар тешких речи, 2012.
- Андрићева награда, за књигу прича Рашчарани свет, 2016.[3]
- Награда „Бранко Радичевић”, 2023.[4]

## Дела

### Књиге песама
- Распад ботанике (1982)
- Вретено (1984)
- Поднебље мака (1986)
- Пролазак анђела (1989)
- Сличице из живота капелмајстора (1991)
- Бунар тешких речи (2011)
- Изабери једно место (2016)

### Књиге прича
- Покисли лавови (1994)
- Лифт (1999)
- Вашарски мађионичар (2008, 2009, 2012)
- Престраши ме (2009)
- У три код Кандинског (2013)
- Рашчарани свет (2016)

### Романи
- Балтимор (2003, 2011)
- Одустајање (2018)